# Robert Drury (Seefahrer)
Robert Drury (* 1687 in London; † 1735 ebenda) war ein englischer Seemann, der ein Buch über seinen 17-jährigen Aufenthalt als Schiffbrüchiger auf der Insel Madagaskar schrieb. Dieses Buch gehört zu den seltenen Aufzeichnungen über das südliche Madagaskar im 18. Jahrhundert.

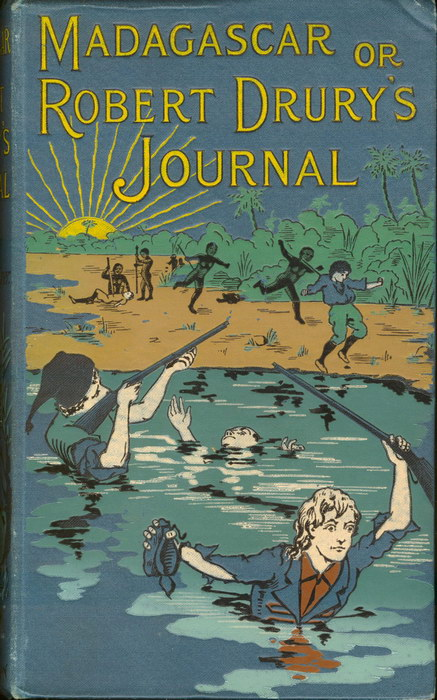
Buchdeckel 1897

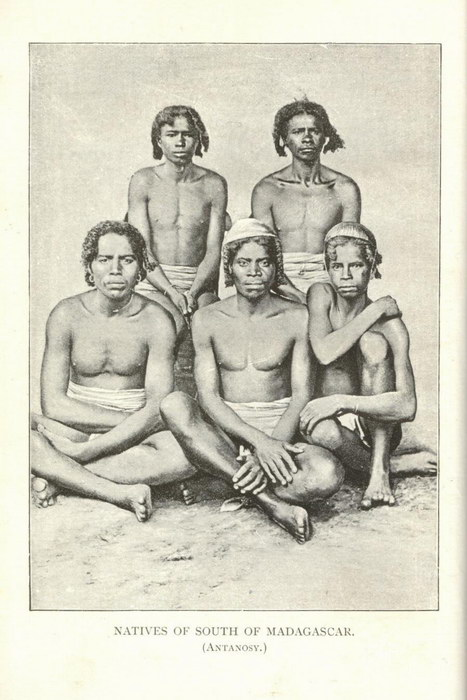
Frontispiz 1897

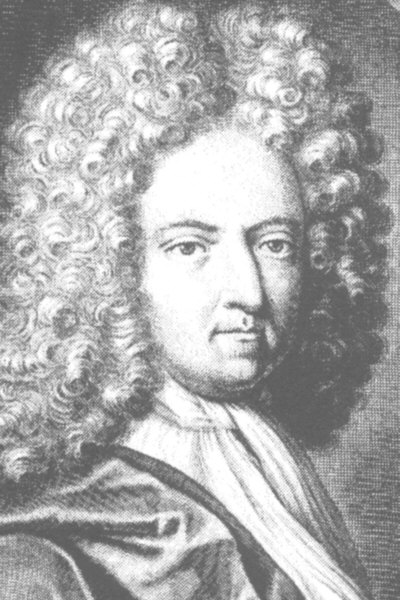
Daniel Defoe galt eine Zeit lang als mutmaßlicher Autor des Romans Robert Drury’s Journal.

## Leben

### Jugend
Drury wuchs in London auf, sein Vater betrieb dort die Gastwirtschaft The King’s Head. Als Drury 13 Jahre alt war, schickte sein Vater ihn mit dem Schiff Degrave nach Indien.

### Auf derDegrave, Reise und Schiffbruch
Die Degrave verließ im Februar 1701 den Hafen und erreichte Indien in gut vier Monaten. Auf der Rückreise lief das Schiff in der Nähe von Mauritius auf Grund und wurde so stark beschädigt, dass das Kap der guten Hoffnung nicht mehr erreicht werden konnte. Stattdessen musste die Mannschaft das Schiff verlassen und am südlichsten Zipfel der Insel Madagaskar an Land gehen. Der Stammesführer in dieser Region Andriankirindra hieß die Schiffbrüchigen zwar willkommen, versuchte sie aber festzuhalten, um sich gegenüber den übrigen Stammesführern zu profilieren.

### Madagaskar, Gefangenschaft und Flucht
Ein Fluchtversuch zu einem, den Engländern freundlich gesinnten Stamm, wurde blutig niedergeschlagen. Nur eine Handvoll Jugendlicher überlebte, darunter auch Drury, der Sklave des Häuptlings Andriamivaro wurde. Nach anfänglichem Widerstand, arbeitete sich Drury vom Ackersklaven zum Viehhirten und schließlich zum königlichen Fleischer hoch und verbrachte dort die nächsten zehn Jahre. Schließlich brach ein Krieg mit dem Nachbarstamm im Westen Mahafaly aus. Dem folgte ein Bruderkrieg zwischen dem Häuptling Andriankirindra und seinen Onkeln und Vettern. Schließlich wurde auch der König von Androy in die Kampfhandlungen verwickelt. Am Ende griff der König von Fiherenana ein. Einer seiner Gesandten überzeugte Drury, nach Fiherenana zu fliehen, wo er ein englisches Schiff finden könne. Nach einem Aufenthalt beim König Andrianafarana gelang Drury die Flucht ins Gebiet der Bara; er folgte dem Fluss Onilahy zur St. Augustinebucht, wo sich heute die Stadt Toliara befindet.
An der Westküste schloss Drury sich zunächst einer Gemeinschaft von blinden Passagieren aus Europa an, wurde aber bald gezwungen, am Hofe des Königs Andriamandisoarivo von Boina Zuflucht zu suchen. Als Drurys Vater durch einige der Europäer benachrichtigt worden war, veranlasste er, dass ein Schiff Drury aus Madagaskar holte.

### Sklavenhändler und Autor
Drury erreichte England am 9. September 1717 nach 17 Jahren, seine Eltern waren inzwischen gestorben. Als Sklavenhändler kehrte er nach Madagaskar zurück und war möglicherweise auch zeitweise Pirat. In London erzählte er oft von seinen Abenteuern in Madagaskar. 1729 veröffentlichte er seine Erinnerungen unter dem Titel Madagaskar oder Robert Drury´s Tagebuch. Das Buch wurde hoch gelobt und erschien bis 1890 in sieben Auflagen. Drury starb 1735 in London und wurde im Kirchhof von St Clement Danes in the Strand begraben. Andere Quellen datieren seinen Tod auf die Zeit zwischen dem Erscheinen der dritten und vierten Auflage seines Buches, also zwischen 1743 und 1750.

## Rezension und Kritik
Bei allem Erfolg des Buches wurden bald Zweifel bezüglich seiner Authentizität geäußert. Anlass boten die zahlreichen Übernahmen aus dem Buch „Die Geschichte Madagaskars“ von Étienne de Flacourt aus dem Jahre 1658. Auch hatte Drury denselben Herausgeber wie Daniel Defoe und verwendete denselben Schreibstil. So vermutete man, es handele sich um eine von Defoe erfundene auf Flacourts Buch basierende Robinsonade. 1719 hatte Defoe mit seiner Novelle Robinson Crusoe das Schicksal eines Schiffbrüchigen auf einer tropischen Insel erzählt. Dabei verwendete er die Perspektive des Ich-Erzählers, so dass der Eindruck entstand, es handele sich tatsächlich um Defoes Erlebnisse.
1996 wies der Archäologe Michael Parker Pearson im Rahmen eines archäologischen Forschungsprojektes anhand vieler Details die Authentizität von Drurys Buch nach.

## Werke
- Robert Drury: Madagascar: or Robert Drury’s Journal during fifteen years captivity on that island. London 1729 Digitalisat